# إدوارد لويد (سياسي)
إدوارد لويد (بالإنجليزية: Edward Lloyd)‏ هو سياسي أمريكي، ولد في 1670، وتوفي في 1718.